# Premier League Darts 2012
Die McCoy’s Premier League Darts 2012 war ein Einladungsturnier, welches von der Professional Darts Corporation veranstaltet wurde. Sie wurde vom 9. Februar bis zum 17. Mai 2012 im Round Robin-System mit anschließendem Halbfinale und Finale ausgetragen. Die 14 Vorrundenspieltage fanden donnerstags vom 9. Februar bis zum 10. Mai 2012 statt. Die Play-offs wurden am 17. Mai 2012 in The O2 Arena in London ausgetragen.
Titelverteidiger war der Schotte Gary Anderson, der im Finale des Vorjahrs in einer Neuauflage des WM-Endspiels von 2011 den amtierenden Weltmeister Adrian Lewis aus England mit 10:4 in Legs besiegen konnte.
In dieser Saison setzte sich Phil Taylor durch, der sowohl nach der Gruppenphase in Führung lag als sich auch in den Play-off-Spielen durchsetzen konnte.
Im deutschen Fernsehen wurde die Premier League 2012 live auf Sport1 übertragen. Der Pay-TV-Sender Sport1+ zeigte die Spieltage live und vollständig.

## Preisgelder
Das Preisgeld wurde im Vergleich zu den Vorjahren um £ 50.000 auf nunmehr insgesamt £ 450.000 erhöht.
Die gewonnenen Preisgelder wurden nicht für die Order of Merit gewertet.
- Sieger: £ 150.000
- Zweiter Finalist: £ 70.000
- Halbfinale: £ 50.000 (Verlierer aus den Halbfinalspielen)
- 5. Platz: £ 40.000
- 6. Platz: £ 35.000
- 7. Platz: £ 30.000
- 8. Platz: £ 25.000

## Qualifikation
Für die Premier League waren die vier erstplatzierten Spieler der Order of Merit qualifiziert. Zusätzlich wurden jeweils zwei Wildcards durch die PDC und den britischen TV-Sender Sky Sports vergeben. Vizeweltmeister Andy Hamilton und Kevin Painter, Sieger der letzten Players Championship Finals, nahmen erstmals an der Premier League teil.
Die Spieler im Einzelnen (in Klammern die OoM-Platzierung vor Beginn des Turniers):
- Phil Taylor (1)
- Adrian Lewis (2)
- James Wade (3)
- Gary Anderson (4)

Wildcards:
- Simon Whitlock (5)
- Andy Hamilton* (7)
- Raymond van Barneveld (9)
- Kevin Painter* (10)

* = Premierensaison

## Austragungsmodus
Die acht Spieler trafen jeweils zweimal aufeinander. Die Begegnungen wurden in einem Best of 14-Modus gespielt und waren beendet, sobald ein Spieler 8 Legs gewonnen hat. Die Premier League wurde an 14 Spieltagen ausgetragen, wobei sich die vier erstplatzierten Spieler für das Play-off-Halbfinale qualifizierten.

## Vorrunde
Spieltag 1, 9. Februar 2012, M.E.N. Arena, Manchester
| Spieler 1                          | Ergebnis | Spieler 2                    |
| ---------------------------------- | -------- | ---------------------------- |
| Andy Hamilton 98,90                | 8 : 5    | James Wade 91,20             |
| Simon Whitlock 95,80               | 7 : 7    | Raymond van Barneveld 102,58 |
| Kevin Painter 82,67                | 8 : 6    | Gary Anderson 80,84          |
| Adrian Lewis 104,05                | 7 : 7    | Phil Taylor 112,79           |
| Höchstes Finish: Kevin Painter 134 |          |                              |

Spieltag 2, 16. Februar 2012, A.E.C.C., Aberdeen
| Spieler 1                        | Ergebnis | Spieler 2                   |
| -------------------------------- | -------- | --------------------------- |
| Adrian Lewis 99,32               | 7 : 7    | Raymond van Barneveld 94,70 |
| Gary Anderson 84,98              | 8 : 2    | Andy Hamilton 84,28         |
| Phil Taylor1 108,27              | 8 : 5    | Kevin Painter 97,00         |
| Simon Whitlock 96,27             | 8 : 4    | James Wade 96,08            |
| Höchstes Finish: Phil Taylor 147 |          |                             |

1Taylor wirft 9-Darter
Spieltag 3, 23. Februar 2012, Odyssey Arena, Belfast
| Spieler 1                                  | Ergebnis | Spieler 2            |
| ------------------------------------------ | -------- | -------------------- |
| Kevin Painter 92,03                        | 8 : 3    | Simon Whitlock 91,63 |
| Andy Hamilton 94,53                        | 7 : 7    | Adrian Lewis 92,29   |
| Gary Anderson 102,20                       | 8 : 5    | James Wade 95,29     |
| Raymond van Barneveld 105,93               | 4 : 8    | Phil Taylor 112,91   |
| Höchstes Finish: Raymond van Barneveld 145 |          |                      |

Spieltag 4, 1. März 2011, Westpoint Arena, Exeter
| Spieler 1                                      | Ergebnis | Spieler 2           |
| ---------------------------------------------- | -------- | ------------------- |
| Kevin Painter 91,11                            | 6 : 8    | James Wade 89,47    |
| Raymond van Barneveld 98,30                    | 8 : 6    | Andy Hamilton 81,45 |
| Simon Whitlock 105,44                          | 4 : 8    | Phil Taylor1 117,35 |
| Gary Anderson 91,52                            | 8 : 1    | Adrian Lewis 86,23  |
| Höchstes Finish: Kevin Painter, James Wade 118 |          |                     |

1Taylor erzielt den bis dahin höchsten 3-Dart-Average in der Premier League
Spieltag 5, 8. März 2012, Brighton Centre, Brighton
| Spieler 1                       | Ergebnis | Spieler 2                   |
| ------------------------------- | -------- | --------------------------- |
| Kevin Painter 93,00             | 8 : 5    | Andy Hamilton 93,64         |
| Phil Taylor 99,89               | 8 : 1    | Gary Anderson 95,02         |
| James Wade 96,71                | 8 : 6    | Raymond van Barneveld 97,87 |
| Simon Whitlock 96,05            | 8 : 4    | Adrian Lewis 92,35          |
| Höchstes Finish: James Wade 154 |          |                             |

Spieltag 6, 15. März 2012, S.E.C.C., Glasgow
| Spieler 1                           | Ergebnis | Spieler 2            |
| ----------------------------------- | -------- | -------------------- |
| James Wade 96,70                    | 8 : 5    | Adrian Lewis 98,59   |
| Gary Anderson 90,83                 | 6 : 8    | Simon Whitlock 97,49 |
| Phil Taylor 106,05                  | 8 : 3    | Andy Hamilton 96,39  |
| Raymond van Barneveld 95,37         | 8 : 5    | Kevin Painter 92,45  |
| Höchstes Finish: Simon Whitlock 164 |          |                      |

Spieltag 7, 22. März 2012, The O₂, Dublin
| Spieler 1                           | Ergebnis | Spieler 2            |
| ----------------------------------- | -------- | -------------------- |
| Andy Hamilton 97,10                 | 7 : 7    | Simon Whitlock 96,74 |
| Adrian Lewis 94,11                  | 8 : 3    | Kevin Painter 88,25  |
| Raymond van Barneveld 107,22        | 8 : 5    | Gary Anderson 105,40 |
| Phil Taylor 107,25                  | 8 : 2    | James Wade 102,07    |
| Höchstes Finish: Simon Whitlock 152 |          |                      |

Spieltag 8, 29. März 2012, C.I.A., Cardiff
| Spieler 1                         | Ergebnis | Spieler 2            |
| --------------------------------- | -------- | -------------------- |
| Adrian Lewis1 98,03               | 4 : 8    | Andy Hamilton 95,33  |
| James Wade 96,97                  | 8 : 0    | Simon Whitlock 80,79 |
| Kevin Painter 94,38               | 2 : 8    | Phil Taylor 113,30   |
| Raymond van Barneveld 92,98       | 2 : 8    | Adrian Lewis 99,98   |
| Höchstes Finish: Adrian Lewis 160 |          |                      |

1Anderson konnte aus privaten Gründen nicht am 8. Spieltag teilnehmen
Spieltag 9, 5. April 2012, Capital FM Arena, Nottingham
| Spieler 1                          | Ergebnis | Spieler 2                    |
| ---------------------------------- | -------- | ---------------------------- |
| Kevin Painter 100,08               | 6 : 8    | Raymond van Barneveld 112,28 |
| Adrian Lewis 104,70                | 8 : 5    | James Wade 89,04             |
| Andy Hamilton 97,43                | 6 : 8    | Phil Taylor 103,68           |
| Simon Whitlock 101,09              | 8 : 2    | Gary Anderson 94,42          |
| Höchstes Finish: Gary Anderson 143 |          |                              |

Spieltag 10, 12. April 2012, Motorpoint Arena, Sheffield
| Spieler 1                                       | Ergebnis | Spieler 2                    |
| ----------------------------------------------- | -------- | ---------------------------- |
| James Wade 101,02                               | 8 : 3    | Gary Anderson 95,40          |
| Simon Whitlock 103,43                           | 8 : 5    | Kevin Painter 94,22          |
| Phil Taylor 105,02                              | 8 : 3    | Raymond van Barneveld 100,53 |
| Gary Anderson1 95,94                            | 7 : 7    | Andy Hamilton 92,36          |
| Höchstes Finish: Phil Taylor, Andy Hamilton 124 |          |                              |

1Nachholspiel vom 8. Spieltag
Spieltag 11, 19. April 2012, B.I.C., Bournemouth
| Spieler 1                         | Ergebnis | Spieler 2            |
| --------------------------------- | -------- | -------------------- |
| Raymond van Barneveld 88,77       | 4 : 8    | Simon Whitlock 89,75 |
| Gary Anderson 85,01               | 4 : 8    | Kevin Painter 90,65  |
| James Wade 99,30                  | 7 : 7    | Andy Hamilton 100,41 |
| Phil Taylor 98,85                 | 5 : 8    | Adrian Lewis 101,70  |
| Höchstes Finish: Adrian Lewis 160 |          |                      |

Spieltag 12, 26. April 2012, Echo Arena, Liverpool
| Spieler 1                         | Ergebnis | Spieler 2                   |
| --------------------------------- | -------- | --------------------------- |
| James Wade 97,07                  | 7 : 7    | Kevin Painter 99,14         |
| Phil Taylor 104,41                | 8 : 3    | Simon Whitlock 100,23       |
| Andy Hamilton 95,71               | 7 : 7    | Raymond van Barneveld 95,71 |
| Adrian Lewis 98,15                | 7 : 7    | Gary Anderson 99,25         |
| Höchstes Finish: Adrian Lewis 170 |          |                             |

Spieltag 13, 3. Mai 2012, N.I.A., Birmingham
| Spieler 1                                  | Ergebnis | Spieler 2                   |
| ------------------------------------------ | -------- | --------------------------- |
| Simon Whitlock 97,46                       | 4 : 8    | Andy Hamilton 95,43         |
| Gary Anderson 98,40                        | 7 : 7    | Raymond van Barneveld 96,35 |
| Kevin Painter 96,04                        | 8 : 3    | Adrian Lewis 96,47          |
| James Wade 93,55                           | 1 : 8    | Phil Taylor 116,10          |
| Höchstes Finish: Raymond van Barneveld 170 |          |                             |

Spieltag 14, 10. Mai 2012, Metro Radio Arena, Newcastle
| Spieler 1                                                 | Ergebnis | Spieler 2            |
| --------------------------------------------------------- | -------- | -------------------- |
| Andy Hamilton 90,86                                       | 8 : 1    | Kevin Painter 89,51  |
| Gary Anderson 96,08                                       | 7 : 7    | Phil Taylor 105,41   |
| Raymond van Barneveld 94,86                               | 7 : 7    | James Wade 96,99     |
| Adrian Lewis 94,70                                        | 6 : 8    | Simon Whitlock 96,19 |
| Höchstes Finish: Gary Anderson, Raymond van Barneveld 161 |          |                      |

Die Zahl hinter dem Spielernamen zeigt den 3-Dart-Average (=durchschnittlicher Punktewert mit 3 geworfenen Darts) an.

### Abschlusstabelle
Anmerkung: Die Tabelle ist sortierbar: Durch Anklicken eines Spaltenkopfes wird die Tabelle nach dieser Spalte sortiert, zweimaliges Anklicken kehrt die Sortierung um.

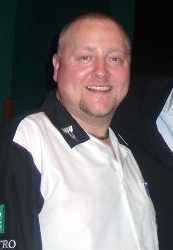
Andy Hamilton (2011)

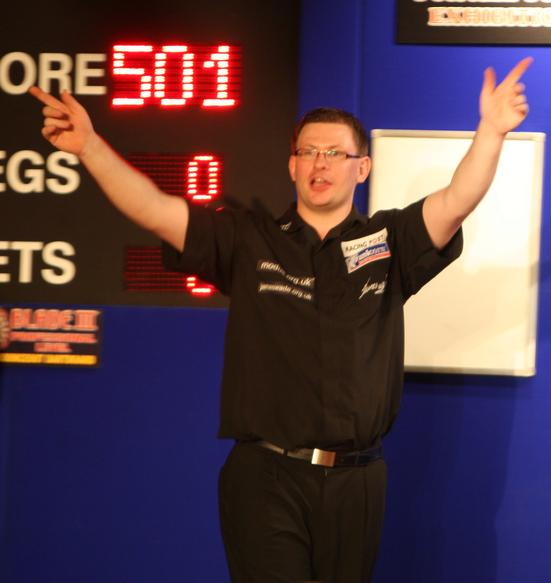
James Wade (2006)

| Platz | Spieler               | Spiele | Siege | Remis | Verl. | Legs | 180er | Average | HF  | Punkte |
| ----- | --------------------- | ------ | ----- | ----- | ----- | ---- | ----- | ------- | --- | ------ |
| 1     | Phil Taylor           | 14     | 11    | 2     | 1     | +51  | 52    | 107,95  | 147 | 24     |
| 2     | Simon Whitlock        | 14     | 7     | 2     | 5     | −1   | 48    | 96,31   | 164 | 16     |
| 3     | Andy Hamilton         | 14     | 4     | 5     | 5     | ±0   | 43    | 93,84   | 152 | 13     |
| 4     | James Wade            | 14     | 5     | 3     | 6     | −6   | 41    | 95,82   | 154 | 13     |
| 5     | Raymond van Barneveld | 14     | 4     | 5     | 5     | −11  | 48    | 98,82   | 170 | 13     |
| 6     | Adrian Lewis          | 14     | 4     | 4     | 6     | −8   | 55    | 97,21   | 170 | 12     |
| 7     | Kevin Painter         | 14     | 5     | 1     | 8     | −12  | 34    | 92,90   | 157 | 11     |
| 8     | Gary Anderson         | 14     | 3     | 4     | 7     | −13  | 31    | 93,95   | 143 | 10     |

Stand: 10. Mai 2012
| Vor den Play-offs ausgeschieden | Vor den Play-offs ausgeschieden | Vor den Play-offs ausgeschieden | Vor den Play-offs ausgeschieden |
| ------------------------------- | ------------------------------- | ------------------------------- | ------------------------------- |
|                                 |                                 |                                 |                                 |
| Raymond van Barneveld (2007)    | Adrian Lewis (2011)             | Kevin Painter (2014)            | Gary Anderson (2016)            |

## Play-offs
17. Mai 2012, The O2 Arena, London
|  | Halbfinale Best of 15 Legs | Halbfinale Best of 15 Legs | Halbfinale Best of 15 Legs |  |  | Finale Best of 19 Legs | Finale Best of 19 Legs | Finale Best of 19 Legs |
|  |                            |                            |                            |  |  |                        |                        |                        |
|  |                            |                            |                            |  |  |                        |                        |                        |
|  | 1                          | Phil Taylor 99,32          | 8                          |  |  |                        |                        |                        |
|  | 4                          | James Wade 97,23           | 6                          |  |  |                        |                        |                        |
|  |                            |                            |                            |  |  | 1                      | Phil Taylor 97,08      | 10                     |
|  |                            |                            |                            |  |  | 2                      | Simon Whitlock 95,32   | 7                      |
|  | 2                          | Simon Whitlock1 96,59      | 8                          |  |  |                        |                        |                        |
|  | 3                          | Andy Hamilton 95,62        | 6                          |  |  |                        |                        |                        |
|  |                            |                            |                            |  |  |                        |                        |                        |

1Whitlock wirft 9-Darter
| Phil Taylor | Finale: Best of 19 Legs | Simon Whitlock |
| 10          | Ergebnis                | 7              |
| 97,08       | 3-Dart-Average          | 95,32          |
| 23          | 100+                    | 21             |
| 11          | 140+                    | 13             |
| 2           | 180er                   | 4              |
| 109         | Höchstes Finish         | 120            |
| 50 %        | Doppelquote             | 39 %           |